# Baloise Hochhaus
Baloise Hochhaus ist der Name eines von 2017 bis 2020 gebauten, 89 Meter hohen Hochhauses in Basel. Dieses ist das höchste Gebäude innerhalb des entstandenen Ensembles, was Teil des ebenfalls zur selben Zeit entstandenen Baloise Park ist. Es ist das dritthöchste Hochhaus in Basel (Stand 2020).
Architekten des Bauwerks sind die Schweizer Architekten Miller & Maranta. Das Hochhaus wird von einem 264 Zimmern umfassenden Fünfsternehotel der Mövenpick-Kette genutzt, in den obersten sieben Geschossen befinden sich Büroräumlichkeiten. Die Eröffnung des Baloise Hochhauses fand am 21. September 2020 statt.

## Geschichte

### Vorgeschichte
Am Standort des heutigen Baloise Hochhauses stand unter anderem das 1975 eröffnete Hotel Hilton, dass mit seinem Braunton in farblicher Einheit zum südlich benachbarten BIZ-Turm stand. Baloise erwarb das Grundstück, auf dem das Hotel stand, bereits in den 1980er Jahren im Tausch gegen ein Gebäude in Zürich mit der damaligen Rentenanstalt. Obwohl zu den Hotelgästen berühmte Persönlichkeiten wie Michael Jackson, Robbie Williams oder Thomas Gottschalk zählten, hatte das Hotel Mühe seinen 5-Sterne-Standard aufrechtzuerhalten. Mitte der 1990er Jahre wurde es aufwendig renoviert. Trotzdem war die Gebäudeinfrastruktur veraltet und entsprach nicht mehr den verschärften Sicherheitsnormen für den Erdbebenfall. Auch die 200 Zimmer waren vergleichsweise zu klein für ein Hotel dieses Ranges. Eine Rundumerneuerung wäre zu teuer gekommen und es gab keine Aussicht auf nachhaltige Verbesserung der Situation. Aus diesem Grund entschied Baloise als Eigner des Hauses das Hotel abzubrechen.

### Planung
Am 8. Januar 2013 stellte Baloise das Bauprojekt zum Bau des Baloise Hochhauses im komplett neu geplanten Baloise Park auf dem Grundstück des ehemaligen Hilton-Hotels der Öffentlichkeit vor. Am 26. Juni 2014 wurde eine überarbeitete Fassung des Projektes vorgestellt, in welcher das Bauprojekt schneller als bisher angenommen umgesetzt werden sollte. Das etappenweise Vorgehen beim Abriss der bisherigen Gebäude sollte jetzt in einer einzigen Bauphase erfolgen.
Am 25. November 2014 stellte Baloise den Sieger des ausgelobten Architekturwettbewerbs vor. Das Baloise Hochhaus soll demnach von der Architektengemeinschaft Miller & Maranta erbaut werden.
Am 20. Oktober 2015 wurde der offizielle Baustart bekanntgegeben. Der Rückbaustart auf dem Areal zwischen Aeschengraben, Parkweg und der Nauenstrasse begann am 2. November 2015.

### Bau

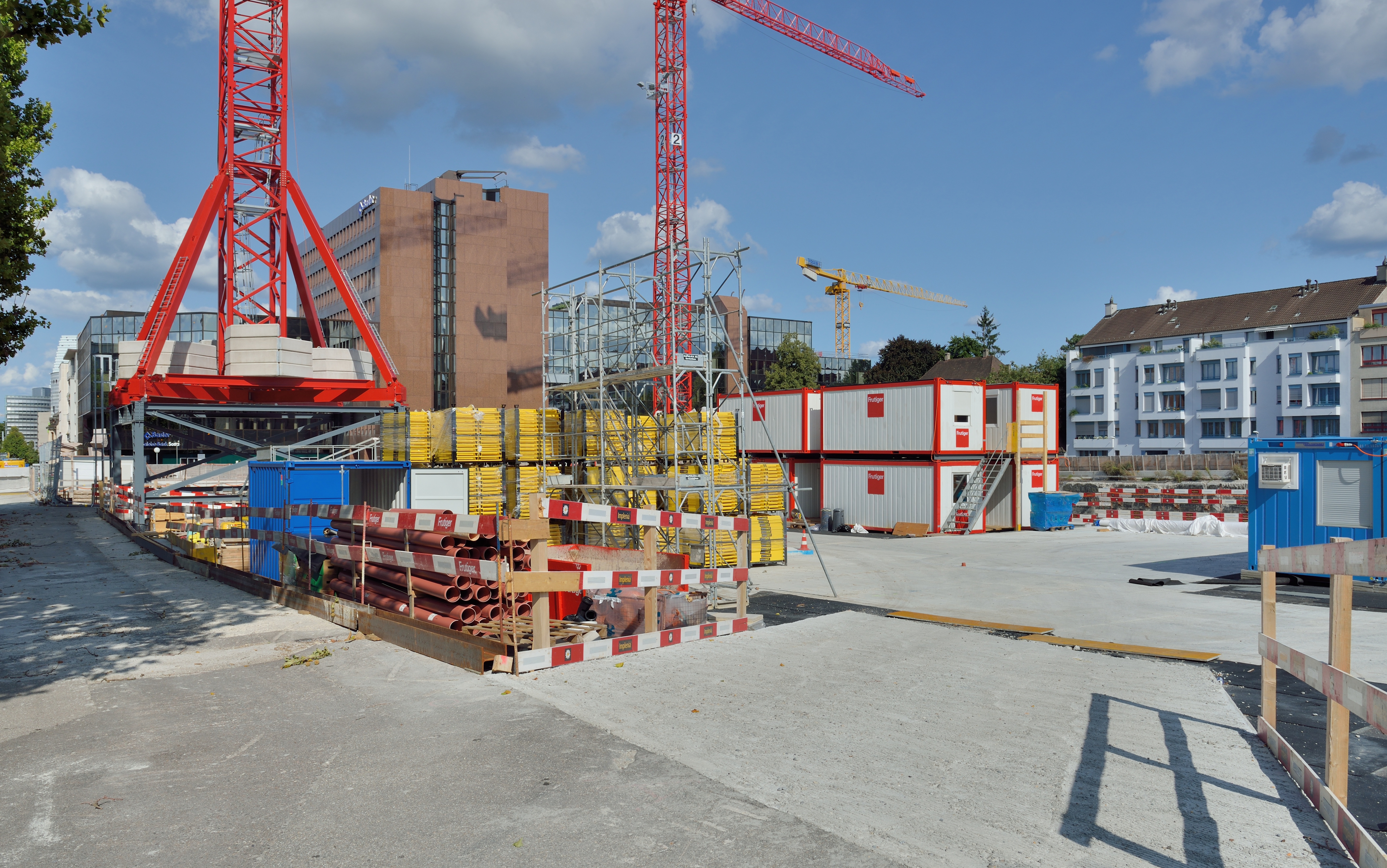
Arbeiten an den Kellergeschossen (August 2017)

Nachdem im Laufe des Jahres 2017 die 12 bis 18 Meter tiefe Baugrube bereits ausgehoben wurde, begann man am 20. Januar den Fundamentbau. Die Seitenwände des untersten Geschosses wurden von Süd nach Nord mit Schalungswänden vorbereitet während gleichzeitig die Deckenschalung vorbereitet wurde. Am 13. Februar wurden bereits 141'500 Kubikmeter Gebäudevolumen und 35'500 Quadratmeter Geschossfläche erstellt, was in etwa 5 % des Bauabschnittes im Baloise Park entspricht. Ende März stand bereits die Tiefgarage und der zukünftige Ballsaal des Hotelhochhauses. Am 8. Mai ist die Serviceplattform des Bauwerks fertig gestellt worden. Damit wurde auch wenige Tage später der Rohbau der Untergeschosse abgeschlossen. Ab Ende Mai konnte mit der Produktion der Bodenplatte für das Hochhaus begonnen werden. Die Arbeiten der etwa 350 Kubikmeter messenden Bodenplatte dazu dauerten bis in den Juni.
Am 15. Juni 2017 erfolgte die Grundsteinlegung für den Start des Baloise Hochhauses. Anstelle einer Zeitkapsel wurde eine vom Künstler Karsten Födinger gestaltete Kupfersäule im Boden des Gebäudes verankert. Die zur Grundsteinlegung geladenen Gäste konnten die Säule handschriftlich mit einer Widmung versehen. Sie wird im Untergeschoss des Gebäudes als Zeitdokument sichtbar bleiben. In den weiteren Wochen wird das Fundament gegossen. Dazu befördern im Schnitt sieben Betonmischer pro Tag eine Menge von 52,5 Kubikmeter Beton an die Baustelle. Am 18. Dezember 2017 wird Kran 2 aus logistischen Gründen auf ein durchfahrbares Podest in den Parkweg umgesetzt. Am 1. Januar 2018 wird um das Hochhaus ein Schutzschild aus weissem Lochblech gesetzt, um das Bauprojekt vor Witterungseinflüssen zu schützen. Dieses wächst über ein hydraulisch kletterndes System mit den entsprechenden Stockwerken mit, die jeweils erstellt werden. Das wenige Tage später wütende Sturmtief Burglind richtete keine Schäden an der Baustelle an.

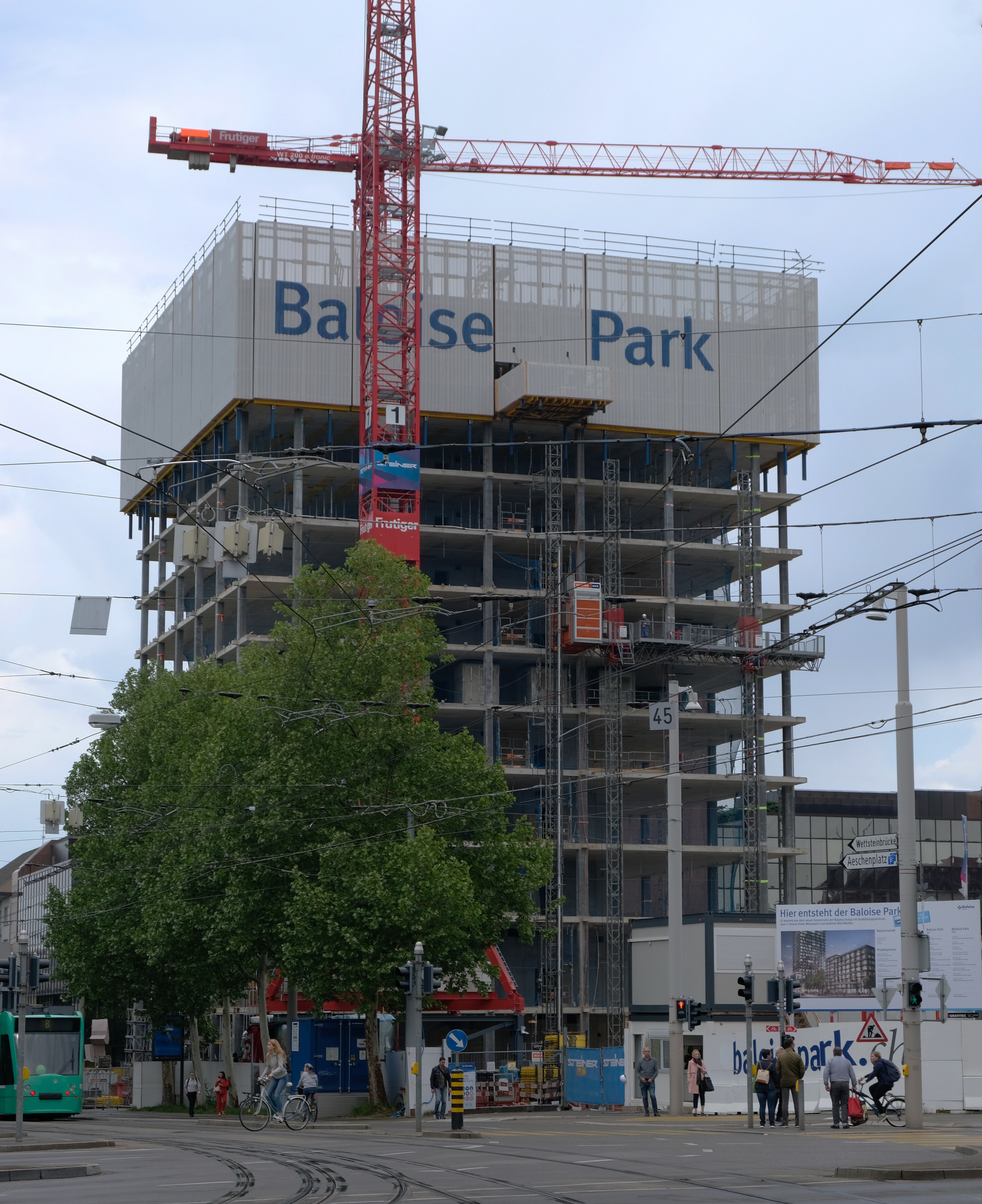
Baufortschritt Mai 2018

Ende März 2018 wurde der sechste Kran aufgestellt, womit jedem der drei Baufelder zwei Kräne zur Verfügung stehen. Es ist geplant, dass der 89 Meter hohe Rohbau des Baloise Hochhaus bis September 2018 fertiggestellt sein wird. Im Mai 2018 wurde begonnen die Fensterverglasung einzusetzen und im August das 18. von insgesamt 23 Stockwerken zu erbauen. Mitte September 2018 wurde das 21. Geschoss hinter dem Wildschild errichtet und die noch fehlenden Eckelemente bis zum 17. Stockwerk zu montieren. An 15. Oktober wurden mit einem Sattelschlepper zehn Personenlifte angeliefert.
Am 24. Oktober kam es zur Mittagszeit zu einem Brandfall auf dem Dach der Hochhausbaustelle. Vier Arbeiter wurden wegen Verdachts einer Rauchvergiftung daraufhin medizinisch behandelt. Rund 150 Mitarbeiter mussten vorübergehend evakuiert werden. Ende November 2018 wurde die Hochhausdecke fertiggestellt und am 26. November die Betonierarbeiten beendet, so dass am 29. November das Richtfest begangen werden konnte. Bis Ende 2018 wurden 31'555 Kubikmeter Beton und 4'764 Tonnen Bewehrungsstahl verarbeitet und 212'805 Arbeitsstunden geleistet.
Nach dem Aufrichtfest am Baloise Park im Februar 2019 begann der Innenausbau des Hochhauses und ab Juni die Gestaltung des Hauptplatzes. Am 21. September 2020 wurde der Baloise Park mit seinen vier Gebäude im Beisein von rund 200 Gästen feierlich eröffnet.

## Lage und Umgebung
Das Baloise Hochhaus befindet sich nordöstlich des Centralbahnplatzes, einem zentralen Verkehrsknotenpunkt in Basel; an seiner Südseite befindet sich der Bahnhof Basel SBB. Das Gebäude steht auf einem viereckigen Grundstück, welches vom Aeschengraben im Westen, der Nauenstrasse im Süden und dem Parkweg im Osten begrenzt wird. Die gesamte Grundstücksfläche ist im Besitz von Baloise. Das Baloise Hochhaus selbst ist zum Aeschengraben ausgerichtet. Auf der größtenteils gepflasterten Parkfläche steht mittig die Bronze-Skulptur „Drittes Tier“ des deutschen Künstlers Thomas Schütte. Aus der Skulptur tritt alle 20 Minuten Rauch aus den Nüstern der Kunstfigur, deren Kopf einen Elch ohne Geweih darstellen soll und unterschiedliche Pfoten und Beine hat und dessen Rumpf als Fischschwanz ausläuft.
Die südlich verlaufende mehrspurige Nauenstrasse ist eine innerstädtisch stark befahrene West-Ost-Achse. Auf Höhe des benachbarten 69 Meter hohen BIZ-Turms befindet sich die Rampe des östlichen Portals zum Nauentunnel, der den mittleren Teil der Nauenstrasse unterirdisch verlaufen lässt. Mit fünf Linien der Basler Strassenbahn liegt das BIZ ebenfalls an einem Knotenpunkt des öffentlichen Nahverkehrs. In unmittelbarer Nachbarschaft zum Baloise Hochhaus befinden sich das Hotel Schweizerhof, weitere Verwaltungsgebäude von Baloise und vis-à-vis der Strassenkreuzung das Strassburger Denkmal sowie der Park Elisabethenanlage.

## Daten
Das Baloise Hochhaus hat eine Gesamtmasse von rund 60.000 Tonnen. Der Stahlbeton und die Konstruktion machen davon etwa 40.000 Tonnen aus. 70 % Der Gesamtmasse befindet sich oberirdisch, der Rest unterirdisch. Durch die Hochhauslast erfährt der Boden eine Pressung von 55 Tonnen pro Quadratmeter. Das Gesamtvolumen des Bauwerks beträgt 140'831 Kubikmeter, die Bruttogeschossfläche ist 36'396 Quadratmeter. Büromietflächen befinden sich vom 17. bis zum 23. Obergeschoss.
Der Anteil des Hochhauses, der zum Hotel zugerechnet wird, weist eine Bruttogeschossfläche von 28'611 Quadratmetern auf. Zum Hotel gehören die ersten 16 Ober- wie die ersten beiden Untergeschosse. Von den 264 Zimmern sind 30 als Suiten ausgebaut. Neben einem Restaurant gibt es eine Bistro und Bar mit Aussenterrasse, einem 500 Quadratmeter grossen Ballsaal, ein Foyer mit 350 Quadratmetern und einen Konferenzsaal mit 300 Quadratmetern. Die Loggia und das Foyer halten zehn Sitzungszimmer bereit und neben einer Executive Lounge gibt es einen Fitnessraum.